# El Comercio (Peru)
El Comercio is een landelijk dagblad in Peru. Het werd op 4 mei 1839 in de hoofdstad Lima opgericht. Het is een van de oudste Spaanstalige kranten, en de oudste krant die nog wordt uitgegeven in Peru.
Sinds 1875 is de krant in handen van de familie Miró Quesada. Tijdens de militaire dictatuur van Juan Velasco Alvarado (1968-1975) werd de krant onteigend en op 28 juli 1980 kreeg de oorspronkelijke eigenaar de krant weer terug. De krant is eigendom van de Empresa Editorial El Comercio S.A. die ook de kranten Trome en Peru21 uitgeeft, evenals het zakenblad Gestión.

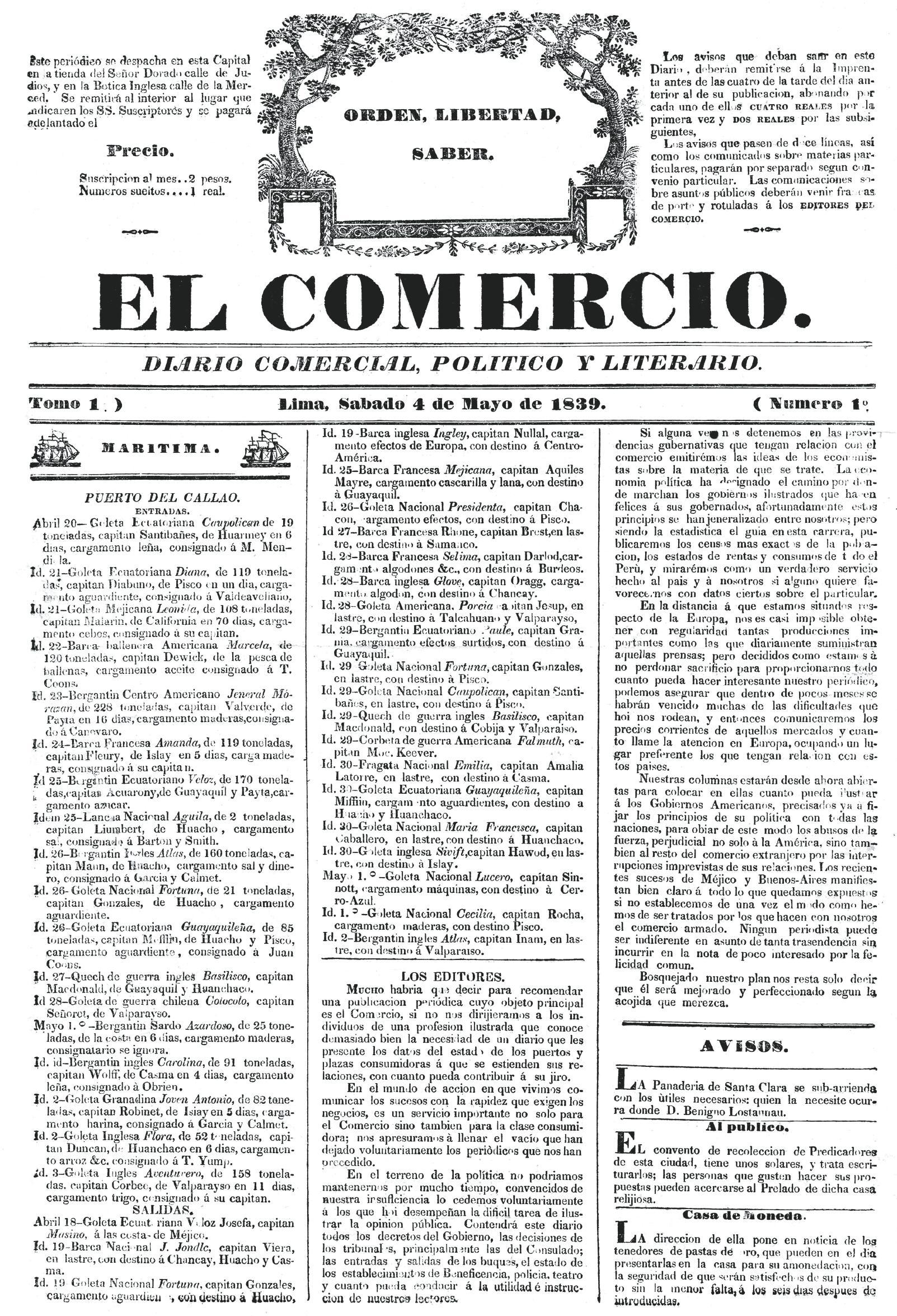
Eerste editie
Logo
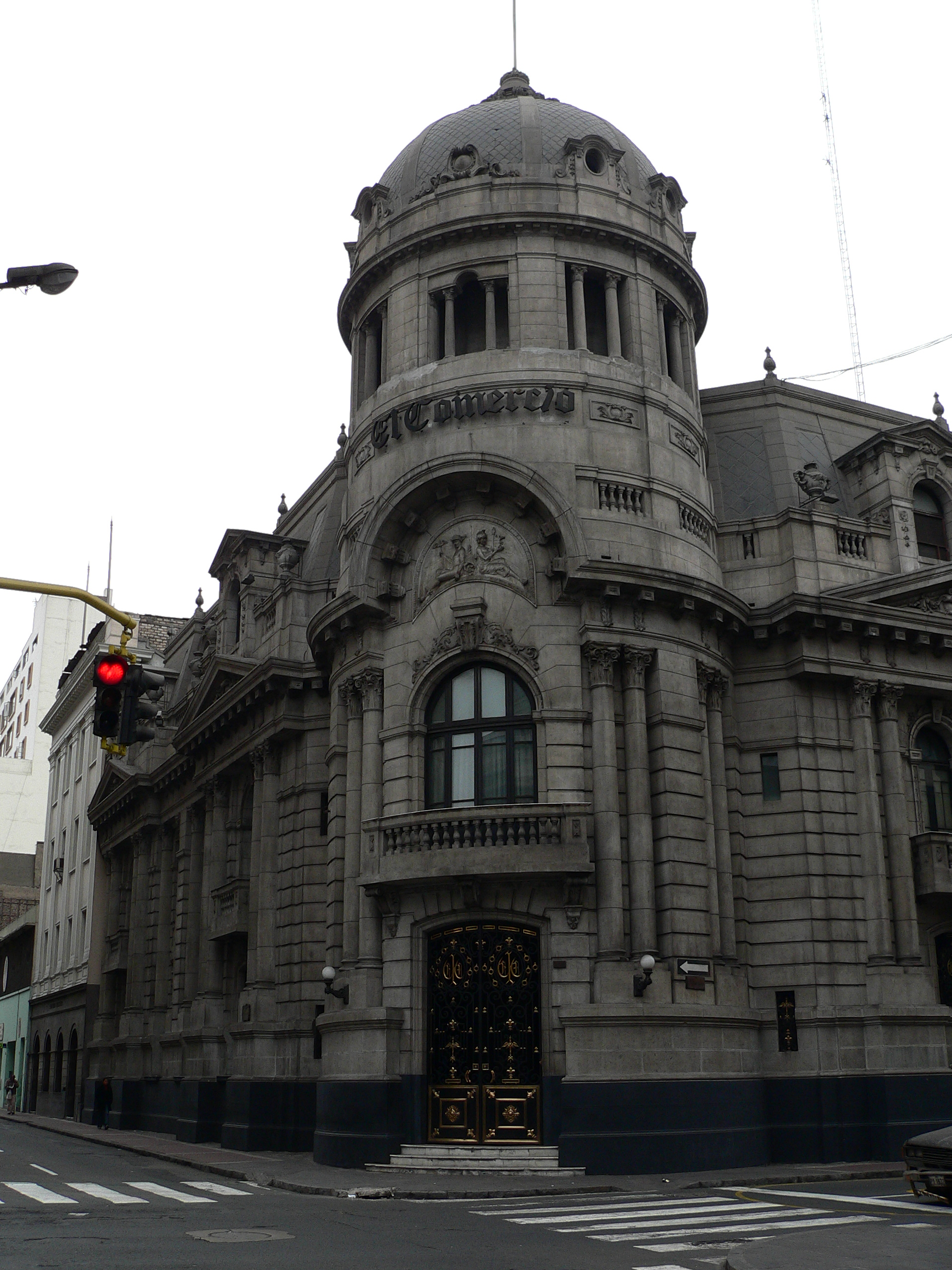
Kantoor